# تپه کندی کیله (۳) - (۹۱ - k)
تپه کندی کیله (۳) - (۹۱ - k) مربوط به دوران‌های تاریخی پس از اسلام است و در شهرستان کنگاور، روستای کندی کیله واقع شده و این اثر در تاریخ ۲۴ فروردین ۱۳۸۲ با شمارهٔ ثبت ۸۱۰۱ به‌عنوان یکی از آثار ملی ایران به ثبت رسیده است.